# Tmarus villasboasi
Tmarus villasboasi là một loài nhện trong họ Thomisidae.
Loài này thuộc chi Tmarus. Tmarus villasboasi được Cândido Firmino de Mello-Leitão miêu tả năm 1949.